# 生活秀 (电影)
《生活秀》是2002年上映的中国大陆剧情片，改编自池莉同名小说《生活秀》，由霍建起执导，陶红、陶泽如、潘粤明主演。影片获2002年第6届金爵奖最佳影片.